# BZ-gas

BZ-gas, eller 3-Quinuclidinyl benzilat (QNB), nervgas utvecklad av USA i slutet på 1950-talet, är ett luktfritt och bittersmakande militärt inkapaciterande medel. BZ är en antagonist av muskarinacetylkolinreceptorer vars struktur är estern av bensilsyra med en alkohol härrörande från kinuklidin. Ämnet skadar vid inandning genom antikolinerg verkan och dess effekt liknar skopolamin. Ämnet är även känt att kunna framkalla extremt realistiska hallucinationer som för den påverkade är omöjliga att skilja ifrån den objektiva verkligheten.

## Historik

### Uppfinning och forskning
BZ uppfanns av det schweiziska läkemedelsföretaget Hoffmann-La Roche 1951. Företaget undersökte anti-spasmodiska medel, liknande tropin, för behandling av gastrointestinala sjukdomar när kemikalien upptäcktes. Det undersöktes sedan för möjlig användning vid sårbehandling, men befanns olämpligt. Vid denna tidpunkt undersökte USA:s militär det tillsammans med ett brett spektrum av möjliga ickedödliga, psykoaktiva och psykotomimetiska inkapaciterande medel inklusive psykedeliska droger som LSD och THC, dissociativa läkemedel som ketamin och fencyklidin, potenta opioider som fentanyl, liksom flera glykolatantikolinergika. År 1959 visade USA:s armé stort intresse för att distribuera den som ett kemiskt stridsmedel. Det betecknades ursprungligen "TK", men när det standardiserades av armén 1961 fick det NATO-kodnamnet "BZ", Chemical Corps hänvisade ursprungligen till BZ som CS4030, sedan senare som EA 2277. Agenten blev vanligtvis känd som "Buzz" på grund av denna förkortning och de effekter den hade på det mentala tillståndet hos de mänskliga volontärerna som var berusade av det i forskningsstudier vid Edgewood Arsenal i Maryland.
BZ beväpnades slutligen för leverans i M44-generatorklustret och M43-klusterbomben, tills alla sådana lager förstördes 1989 som en del av en allmän nedskärning av USA:s kemiska krigföringsprogram.

### Påstådd användning
I februari 1998 anklagade det brittiska försvarsministeriet Irak för att ha lagrat stora mängder av ett glykolatantikolinergt inkapaciterande medel som kallas "Agent 15". Agent 15 är ett påstått irakiskt inkapaciterande medel som sannolikt är kemiskt identiskt med BZ eller nära besläktat med det. Agent 15 ska ha lagrats i stora mängder före och under kriget kring Persiska viken. Men efter kriget drog CIA slutsatsen att Irak inte hade lagrat eller beväpnat Agent 15.

## Egenskaper
BZ är ett luktfritt, vitt kristallint pulver med en bitter smak. Det är stabilt i de flesta lösningsmedel, med en halveringstid på tre till fyra veckor i fuktig luft. Även värmeproducerande ammunition kan sprida den. Det är extremt beständigt på mark och vatten och på de flesta ytor. BZ är lösligt i vatten, lösligt i utspädda syror, trikloretylen, dimetylformamid och de flesta organiska lösningsmedel och olösligt med vattenhaltigt alkali.

## Användning
Som ett kraftfullt antikolinergt medel producerar BZ ett syndrom av effekter som kallas den antikolinerga toxidromer. Dessa inkluderar både psykologiska och fysiologiska effekter, med den mest oförmögna effekten som ett tillstånd av delirium som kännetecknas av kognitiv dysfunktion, hallucinationer och oförmåga att utföra grundläggande uppgifter. Det vanliga syndromet med fysiska antikolinerga effekter är också närvarande, inklusive mydriasis (potentiell till tillfällig blindhet), takykardi, dermal vasodilatation, xerostomi och hypertermi.

## Säkerhet
BZ är luktfri, har en bitter smak och är ickeirriterande med fördröjda symtom flera timmar efter kontakt. Baserat på data från mer än 500 rapporterade fall av oavsiktlig överdosering av atropin och avsiktlig förgiftning uppskattas medianvärdet för dödlig oral dos till cirka 450 mg (med en grund probitlutning på 1,8). Vissa uppskattningar av dödlighet med BZ har varit grovt felaktiga, och i slutändan är säkerhetsmarginalen för BZ ofullständig på grund av brist på humandata vid högre dosintervall, även om vissa forskare har uppskattat att det är 0,5 till 3,0 mg/kg och en LD01 är 0,2 till 1,4 mg/kg (Rosenblatt, Dacre, Shiotsuka, & Rowlett, 1977).
Motmedel mot BZ är till exempel 7-MEOTA, som kan intas i tablett- eller injektionsform. Atropin och tacrin (THA) har också använts som behandlingar, THA har visat sig minska effekterna av BZ inom några minuter.